# Kim Jin-young
Kim Jin-young (* 2. Februar 2000) ist ein südkoreanischer Handballspieler. Der 1,85 m große Linkshänder kann als rechter Rückraumspieler und rechter Außenspieler eingesetzt werden.

## Karriere

### Verein
Kim Jin-young lief ab 2019 für die Mannschaft der Kyung-Hee-Universität auf, die an keinem professionellem Spielbetrieb teilnimmt. Seit Oktober 2021 steht er beim spanischen Erstligisten Ademar León unter Vertrag.

### Nationalmannschaft
Mit der südkoreanischen Juniorenauswahl qualifizierte sich Kim Jin-young durch den Titelgewinn bei den 2018 AHF Asian Men’s Junior Championship im Oman, wo er zusätzlich ins All-Star-Team gewählt wurde, für die U-21-Weltmeisterschaft 2019 in Spanien. Dort belegte er mit der Mannschaft den 16. Platz.
Mit der südkoreanischen A-Nationalmannschaft gewann er bei der Asienmeisterschaft 2020 die Silbermedaille und qualifizierte sich für die Weltmeisterschaft 2021 in Ägypten. Der Rückraumspieler erzielte dabei 33 Treffer. Auf Grund der strikten Quarantäne-Regeln während der COVID-19-Pandemie in Südkorea verblieben die etablierten Nationalspieler in der Heimat, um sich auf das Qualifikationsturnier im März 2021 zu den Olympischen Spielen 2021 (2020) vorzubereiten. Mit einer sehr unerfahrenen Mannschaft, in der kein Spieler älter als 22 Jahre war, belegte Kim bei der Weltmeisterschaft den vorletzten Rang, einzig das letzte Spiel wurde (kampflos) gewonnen. Kim Jin-young war in fünf der sechs vorherigen Partien bester Torschütze Südkoreas und wurde insgesamt mit 39 Treffern achtbester Werfer des Turniers. Bei der Weltmeisterschaft 2023 warf er 21 Tore in sieben Spielen und erreichte den 28. Platz von 32 Mannschaften.
Kim bestritt bisher mindestens 20 Länderspiele, in denen er 93 Tore erzielte.